# Джозеф Мюррей
Джозеф Мюррей (англ. Joseph Murray; 13 січня 1987, Манчестер) — британський професійний боксер, призер чемпіонату світу серед аматорів.

## Аматорська кар'єра
На чемпіонаті Європи 2006 програв у другому бою Детеліну Далаклієву (Болгарія).
На чемпіонаті світу 2007 року Джозеф Мюррей завоював бронзову медаль.
- У 1/32 фіналу переміг Максиміліано Маркеса (Аргентина) — RSCO 3
- У 1/16 фіналу переміг Карлоса Куадраса (Мексика) — 28-19
- У 1/8 фіналу переміг Брюно Жюлі (Маврикій) — 26-19
- У чвертьфіналі переміг Гу Юй (Китай) — 14-11
- У півфіналі програв Енхбатин Бадар-Ууган (Монголія) — 11-20

На Олімпійських іграх 2008 програв у першому бою Гу Юй (Китай) — 7-17.

## Професіональна кар'єра
Після Олімпіади 28 березня 2009 року дебютував на професійному рингу. Провів 26 боїв, в яких здобув 23 перемоги і зазнав трьох поразок.